# Agujero interventricular
En el cerebro, los forámenes interventriculares (o también denominado foramen de Monro) son canales que se conectan con los ventrículos de las paredes laterales y con el tercer ventrículo, a nivel de la línea media del cerebro. Al igual que dichos canales, permite la circulación del líquido cefalorraquídeo (LCR) a través del resto del sistema ventricular del cerebro. Las paredes de los forámenes también contienen plexos coroideos, una estructura vascular especializada encarga de la producción de LCR, que se continúan tanto en la porción de los ventrículos laterales como del tercer ventrículo.

## Estructura
Los forámenes interventriculares son dos agujeros (latín: foramen, pl. foramina) que conectan los ventrículos laterales derecho e izquierdo con el tercer ventrículo. Se localizan cercano y debajo a la línea media de los ventrículos laterales, y se une al tercer ventrículo justo en donde el techo contacta con la superficie anterior. Justo frente al foramen se halla el fórnix y detrás el tálamo. El foramen tiene forma de media luna pero suele doblarse e incrementar su tamaño dependiendo del tamaño de los ventrículos laterales.

### Desarrollo
El desarrollo y la forma del sistema ventricular se relaciona con la embriogénesis diferencial de distintas partes del cerebro, con el sistema ventricular completando nítidamente su desarrollo a partir del tubo neural. Los ventrículos laterales se mantienen conectados al tercer ventrículo a través de su desarrollo, contribuyendo estos mismos como sitios de salida para el tercer ventrículo. El foramen se desarrolla lentamente de forma craneal y posteriormente en dirección caudal en tanto el fórnix crece en tamaño.

## Función
El foramen interventricular conecta a los ventrículos laterales con el tercer ventrículo permitiendo, con ello, el paso de LCR producido, en su mayoría, en los ventrículos laterales. Las paredes de los forámenes interventriculares contienen también plexos coroideos, que contribuyen a una producción substancial de LCR. Cabe destacar el paso de las ramas terminales de las arterias coroideas posteromediales, la arteria tamaloestriada superior, las venas coroideas superiores y las venas septales.

## Importancia clínica
El foramen interventricular puede generar patologías cuando se compromete su calibre o se encuentra bloqueado. La estrechez del foramen es más común en niños y se asocia a inflamación, infecciones congénitas (con particular relevancias sobre TORCH –Toxoplasma, Rubéola, Citomegalovirus, Herpes), anormalidades del desarrollo, incluyendo a la arteria basilar y los plexos coroideos; el crecimiento anormal de tejido circundante, como los quistes coloideos, los tumores de células gigantes subependidimarios, nódulo o harmatomas.
La sintomatología más común asociada al bloqueo es el dolor de cabeza; otros síntomas incluyen síncope, demencia y coma, los cuales se relacionan con hidrocefalia obstructiva del o los hemisferios comprometidos. Dicha hidrocefalia puede identificarse por una TAC o una Resonancia Magnética del cerebro, y el tratamiento involucra manejo neuroquirúrgico en el cual se utiliza instrumental de endoscopía para acceder al foramen, ampliarlo o crear una nueva abertura a través del septum pellucidum, y entre los ventrículos laterales. Si, en su respectivo caso, la masa obstructiva es demasiado grande o difícil de remover por medio endoscópico, se requerirá de cirugía abierta o de la inserción de una derivación artificial entre los ventrículos y el peritoneo. Debido a la complejidad del manejo de dichas patologías, algunas cirugías pueden comprometer estructuras cercanas, generando complicaciones como amnesia anterógrada, incapacidad para movilizar alguna parte del cuerpo, mutismo acinético, entre otros.